# Pultenaea skinneri
Pultenaea skinneri är en ärtväxtart som beskrevs av Ferdinand von Mueller. Pultenaea skinneri ingår i släktet Pultenaea och familjen ärtväxter. Inga underarter finns listade i Catalogue of Life.